# Non-Linear Systems
Non-Linear Systems (NLS) ist ein Hersteller von digitalen Messinstrumenten und in San Diego, Kalifornien, ansässig. NLS wurde 1952 oder 1953 von Andrew Kay, dem Erfinder des digitalen Spannungsmessgerätes, gegründet; das Gründungsjahr wird in zwei offiziellen Dokumenten – von NLS und Kaypro Corporation – unterschiedlich angegeben. Im September 1983 wurde der Firmenname in Kaypro Corporation geändert und NLS war nur noch eine Abteilung innerhalb der Firma. Im Juni 1982 brachte NLS den Kaypro II auf den Markt.
Nach der Liquidation der Kaypro Corporation im Jahr 1992 wurde NLS wieder als eigenständige Firma weiterbetrieben.

## Firmensitz
Der erste Firmensitz (1953–1959) war in der Stratford Inn Garage, einer ehemaligen Hotelgarage des einstigen noblen und eleganten Stratford Inn in Del Mar, Kalifornien. Nach der Stilllegung des Del-Mar-Flughafens 1959, bedingt durch den Bau der Interstate 5, erfolgte der Umzug in die ehemaligen Baracken des Flughafens. Ein weiterer Umzug erfolgte im August 1968 nach Solana Beach, Del Mar. Dies blieb der Firmensitz bis 1992. Laut Internetseite von NLS befand sich der Firmensitz im Jahr 2022 in San Diego, Kalifornien.